# Phaneracra bartletti
Phaneracra bartletti is een rechtvleugelig insect uit de familie sabelsprinkhanen (Tettigoniidae). De wetenschappelijke naam van deze soort is voor het eerst geldig gepubliceerd in 1936 door Uvarov.